# Фара д'Изонцо
Фара д'Изонцо (итал. Farra d'Isonzo) је насеље у Италији у округу Горица, региону Фурланија-Јулијска крајина.
Према процени из 2011. у насељу је живело 1360 становника. Насеље се налази на надморској висини од 45 м.

## Становништво
Према резултатима пописа становништва 2011. у општини је живело 1.752 становника.
| 1936. | 1951. | 1961. | 1971. | 1981. | 1991. | 2001. | 2011. |
| ----- | ----- | ----- | ----- | ----- | ----- | ----- | ----- |
| 1.699 | 2.022 | 1.700 | 1.579 | 1.611 | 1.647 | 1.712 | 1.752 |

## Партнерски градови
- Oberaich
- Zalalövő